# بوب ستون
بوب ستون (بالإنجليزية: Bob Stone)‏ هو لاعب كرة قدم أسترالية أسترالي، ولد في 26 مايو 1925 في Somerville, Victoria ‏ في أستراليا.

## وصلات خارجية
- بوب ستون على موقع AustralianFootball.com (الإنجليزية)
- بوب ستون على موقع AFLtables.com (الإنجليزية)